# Чейз (Канзас)
Чейз (англ. Chase) — місто (англ. city) в США, в окрузі Райс штату Канзас. Населення — 396 осіб (2020).

## Географія
Чейз розташований за координатами 38°21′19″ пн. ш. 98°20′55″ зх. д. / 38.35528° пн. ш. 98.34861° зх. д. (38.355215, -98.348508).  За даними Бюро перепису населення США в 2010 році місто мало площу 0,76 км², уся площа — суходіл. В 2017 році площа становила 0,72 км², уся площа — суходіл.

## Демографія
Згідно з переписом 2010 року, у місті мешкало 477 осіб у 196 домогосподарствах у складі 133 родин. Густота населення становила 628 осіб/км².  Було 225 помешкань (296/км²).
Расовий склад населення:
| - 94,8 % — білих - 0,6 % — азіатів - 0,4 % — чорних або афроамериканців |

До двох чи більше рас належало 3,6 %. Частка іспаномовних становила 7,8 % від усіх жителів.
За віковим діапазоном населення розподілялося таким чином: 27,5 % — особи молодші 18 років, 54,9 % — особи у віці 18—64 років, 17,6 % — особи у віці 65 років та старші. Медіана віку мешканця становила 38,4 року. На 100 осіб жіночої статі у місті припадало 102,1 чоловіків;  на 100 жінок у віці від 18 років та старших — 101,2 чоловіків також старших 18 років.
Середній дохід на одне домашнє господарство  становив 41 164 долари США (медіана — 35 089), а середній дохід на одну сім'ю — 49 363 долари (медіана — 51 250). Медіана доходів становила 33 056 доларів для чоловіків та 31 250 доларів для жінок. За межею бідності перебувало 31,7 % осіб, у тому числі 51,2 % дітей у віці до 18 років та 10,0 % осіб у віці 65 років та старших.
Цивільне працевлаштоване населення становило 256 осіб. Основні галузі зайнятості: сільське господарство, лісництво, риболовля — 24,6 %, освіта, охорона здоров'я та соціальна допомога — 21,1 %, виробництво — 17,6 %.